# Nanodectes bulbicercus
Nanodectes bulbicercus је инсект из реда Orthoptera и фамилије Tettigoniidae. 

## Угроженост
Ова врста је крајње угрожена и у великој опасности од изумирања.

## Распрострањење
Аустралија је једино познато природно станиште врсте.

## Станиште
Врста Nanodectes bulbicercus има станиште на копну.